# Škoda 10 cm Vz. 1930
Il Škoda 10 cm Vz. 1930 o 10 cm houfnice vz. 30 era un obice cecoslovacca, di buone prestazioni, adottata nel 1930 come il più piccolo Škoda 7,65 cm Vz. 1930.
L'arma deriva dal progetto dello Škoda 10 cm Vz. 1928 ed era proposto come la sintesi tra un cannone campale ed un obice da montagna. Il pezzo fu adottato dai cecoslovacchi per sostituire l'obsoleto arsenale di pezzi austro-ungarici, sostituendo le ruote di legno cerchiato con moderni pneumatici, ma mantenendo curiosamente il sedile per il servente sullo scudo. Nel 1939, con l'invasione della Cecoslovacchia, la Wehrmacht incorporò 158 obici catturati, ridenominandoli 10 cm leFH 30(t). Altri 30 pezzi invece furono ereditati dall'esercito slovacco.
Pur essendo un obice, esso era nondimeno utilizzabile come arma contraerea.
Fu usato dai tedeschi con eccellenti risultati, ma non come arma contraerea. L'alzo molto elevato era molto utile per controbattere la guerriglia in zone montagnose.